# Charaxes macclounii
Charaxes macclounii är en fjärilsart som beskrevs av Butler 1895. Charaxes macclounii ingår i släktet Charaxes och familjen praktfjärilar. Inga underarter finns listade i Catalogue of Life.